# Maurice Boyau
Maurice Jean-Paul Boyau (8. května 1888 – 16. září 1918) byl pátým nejúspěšnějším francouzským stíhacím pilotem první světové války s celkem 35 uznanými sestřely.
Byl čtvrtým nejúspěšnějším specialistou na sestřelování balónů ze všech letců první světové války – z jeho 35 sestřelů bylo 21 balónů.
Během války získal mimo jiné tato vyznamenání: Médaille militaire, Légion d'honneur a Croix de guerre.